# Daniel Liljeberg
Daniel Liljeberg (* 1974) ist ein schwedischer Politiker der Christdemokraten (Kristdemokraterna), der seit dem 18. Oktober 2022 Staatssekretär für Energie im Ministerium für Energie, Wirtschaft und Industrie ist.

## Leben
Daniel Liljeberg leistete nach dem Schulbesuch zwischen 1993 und 1994 Wehrdienst im Luftverteidigungsregiment in Ystad und wurde zuletzt zum Leutnant befördert. Im Anschluss begann er 1994 ein Studium der Wirtschaftswissenschaften und der Betriebswirtschaftslehre an der Universität Lund, welches er 1999 beendete. Danach war er zwischen 2000 und 2006 politischer Berater im Parlamentssekretariat der Christdemokraten (Kristdemokraterna) sowie von 2006 bis 2010 politischer Berater im Finanzministerium, ehe er zwischen 2010 und 2011 politischer Berater im Ministerium für Gesundheit und Soziales. Danach war er von 2011 bis 2015 als Chefökonom des Villaägarnas riksförbund, des Nationalen Verbandes der Immobilieneigentümer, und war als solcher 2014 Experte der Untersuchungskommission für Hypotheken. Anschließend fungierte er zwischen 2015 und 2018 als Chefökonom und Stabschef des Parlamentssekretariats der Christdemokraten und war im Anschluss von 2018 bis 2020 Verantwortlicher für Handel und Gewerbe von Svensk dagligvaruhandel, eine Interessenorganisation für Unternehmen der Lebensmittelbranche. In dieser Funktion war er 2019 Experte für die Umsetzung der EU-Richtlinie über unzulässige Handelsmethoden sowie zwischen Unternehmen in der Agrar- und Lebensmittelproduktionskette. 
Er fungierte zwischen 2020 und 2021 abermals als Chefökonom des Parlamentssekretariats der Christdemokraten sowie von 2021 bis 2022 Leiter für Sozialpolitik des Nationalen Verbandes der Immobilieneigentümer, wobei er in dieser Funktion 2021 Experte für die „Weiße Zertifikate“-Umfrage zum Thema Energieeffizienz und 2022 Experte für die Untersuchung zu Anreizen für den Ausbau der Windkraft war.
Am 18. Oktober 2022 wurde Liljeberg Staatssekretär für Energie im Ministerium für Energie, Wirtschaft und Industrie und damit enger Mitarbeiter von Ministerin Ebba Busch.
Er lebt in Stockholm, ist verheiratet und hat drei Kinder.